# Thomas Middleton
Thomas Middleton (Londres, 18 de abril de 1580 – Newington Butts, 4 de julho de 1627) foi um dramaturgo inglês do teatro isabelino.

## Reputação
O trabalho de Middleton tem sido elogiado por críticos literários, entre eles Algernon Charles Swinburne e T. S. Eliot.. Este último achava que Middleton perdia apenas para Shakespeare.
As peças de Middleton foram encenadas ao longo do século XX e no século XXI, cada década oferecendo mais produções do que a anterior. Mesmo algumas obras menos familiares dele foram encenadas: A Fair Quarrel no National Theatre e The Old Law pela Royal Shakespeare Company. The Changeling foi adaptado para o cinema várias vezes. A tragédia Women Beware Women continua sendo uma das favoritas dos palcos. The Revenger's Tragedy foi adaptado para o filme de Alex Cox, Revengers Tragedy, cujos créditos iniciais atribuem a autoria da peça a Middleton.

### Peças
- The Phoenix (1603–1604)
- The Honest Whore, Part 1, a city comedy (1604), Co-escrito com Thomas Dekker
- Michaelmas Term, a city comedy, (1604)
- All's Well That Ends Well (1604–5);
- A Trick to Catch the Old One, (1605)
- A Mad World, My Masters, (1605)
- A Yorkshire Tragedy, (1605);
- Timon of Athens a tragedy (1605–1606)
- The Puritan (1606)
- The Revenger's Tragedy (1606).
- Your Five Gallants, (1607)
- The Bloody Banquet (1608–1609); Co-escrito com Dekker
- The Roaring Girl, (1611); Co-escrito com Dekker
- No Wit, No Help Like a Woman's, (1611)
- The Second Maiden's Tragedy, a tragedy (1611);
- A Chaste Maid in Cheapside, (1613)
- Wit at Several Weapons, (1613)
- More Dissemblers Besides Women, (1614)
- The Widow (1615–16)
- The Witch, (1616)
- A Fair Quarrel, (1616). Co-escrito com Rowley
- The Old Law, (1618–19). Co-escrito com Rowley
- Hengist, King of Kent, or The Mayor of Quinborough, (1620)
- Women Beware Women, (1621)
- Measure for Measure (1603–4)
- Anything for a Quiet Life, (1621). Co-escrito com John Webster
- The Changeling, (1622). Co-escrito com Rowley
- The Nice Valour (1622).
- The Spanish Gypsy,(1623).
- A Game at Chess, (1624).

### Outros trabalhos de palco
- The Whole Royal and Magnificent Entertainment Given to King James Through the City of London (1603–4). Co-escrito com Dekker, Stephen Harrison e Ben Jonson
- The Manner of his Lordship's Entertainment
- Civitas Amor
- The Triumphs of Truth (1613)
- The Triumphs of Honour and Industry (1617)
- The Masque of Heroes, or, The Inner Temple Masque (1619)
- The Triumphs of Love and Antiquity (1619)
- The World Tossed at Tennis (1620). Co-escrito com William Rowley.
- Honourable Entertainments (1620–1)
- An Invention (1622)
- The Sun in Aries (1621)
- The Triumphs of Honour and Virtue (1622)
- The Triumphs of Integrity with The Triumphs of the Golden Fleece (1623)
- The Triumphs of Health and Prosperity (1626)

### Poesia
- The Wisdom of Solomon Paraphrased (1597)
- Microcynicon: Six Snarling Satires (1599)
- The Ghost of Lucrece (1600)
- Burbage epitaph (1619)
- Bolles epitaph (1621)
- Duchess of Malfi (1623)
- St James (1623)
- To the King (1624)

### Prosa
- The Penniless Parliament of Threadbare Poets (1601)
- News from Gravesend, Co-escrito com Dekker (1603)
- The Nightingale and the Ant (1604)
- The Meeting of Gallants at an Ordinary (1604), Co-escrito com Dekker
- Plato's Cap Cast at the Year 1604 (1604)
- The Black Book (1604)
- Sir Robert Sherley his Entertainment in Cracovia (1609)
- The Two Gates of Salvation (1609), ou The Marriage of the Old and New Testament
- The Owl's Almanac (1618)
- The Peacemaker (1618)